# Boulevard of Broken Dreams
"Boulevard of Broken Dreams" (em português: "Avenida dos Sonhos Despedaçados") é o segundo single do sétimo álbum da banda norte-americana Green Day, American Idiot. Lançado em 2004, o single chegou no seu pico nos Estados Unidos, chegando à segunda posição, se tornando o único single da banda a chegar no top 5 americano.
A música foi composta por Billie Joe Armstrong, e produzida pela banda Green Day e Rob Cavallo. Nas letras depressivas da música, o Green Day fala do ponto de vista de "Jesus of Suburbia", que descreve toda a sua solidão ao chegar em "A Cidade". Eles descrevem sua dor, conforme percebem que estão caminhando na única estrada que conhecem, tendo nada além de sua própria sombra ao seu lado.
A música recebeu uma atenção maior devido a um remix que foi feito usando as tablaturas de guitarra que são usadas na canção, que são as mesmas que compõem a música "Wonderwall" do Oasis. As duas músicas foram combinadas, esta versão recebeu o nome de "Wonderwall of Broken Songs". O remix também utiliza letras da música ""Writing to Reach You", da banda Travis, que também utiliza os mesmos acordes.

## Videoclipe
O videoclipe da música é uma continuação do clipe de Holiday, antes da musica começar se pode perceber os ultimos acordes da musica Holiday. O clipe de Holiday termina com o carro em que a banda estava chegando a um lugar estranho, em Boulevard of Broken Dreams o lugar é até comparado ao velho oeste.

## Desempenho nas paradas
| Paradas (2004–2006)                                | Melhor posição |
| -------------------------------------------------- | -------------- |
| Austrália (ARIA)                                   | 5              |
| Áustria (Ö3 Austria Top 75)                        | 8              |
| Bélgica (Ultratip Bubbling Under de Flandres)      | 4              |
| Bélgica (Ultratip Bubbling Under da Valônia)       | 3              |
| Canadá CHR/Pop Top 30 (Radio & Records)            | 2              |
| Canadá Rock Top 30 (Radio & Records)               | 1              |
| República Checa (IFPI)                             | 1              |
| Dinamarca (Hitlisten)                              | 8              |
| Europa (Eurochart Hot 100)                         | 13             |
| Finlândia (Suomen virallinen lista)                | 16             |
| França (SNEP)                                      | 19             |
| Alemanha (Offizielle Deutsche Charts)              | 13             |
| Hungria (Rádiós Top 40)                            | 3              |
| Irlanda (IRMA)                                     | 2              |
| Países Baixos (Dutch Top 40)                       | 34             |
| Países Baixos (Single Top 100)                     | 25             |
| Nova Zelândia (Recorded Music NZ)                  | 5              |
| Noruega (VG-lista)                                 | 4              |
| Escócia (Scottish Singles Chart)                   | 3              |
| Suécia (Sverigetopplistan)                         | 2              |
| Suíça (Schweizer Hitparade)                        | 12             |
| Reino Unido (UK Singles Chart)                     | 5              |
| Reino Unido (OCC UK Rock and Metal)                | 1              |
| Estados Unidos (Billboard Hot 100)                 | 2              |
| Estados Unidos (Billboard Adult Alternative Songs) | 1              |
| Estados Unidos (Billboard Alternative Airplay)     | 1              |
| Estados Unidos (Billboard Adult Contemporary)      | 30             |
| Estados Unidos (Billboard Adult Top 40)            | 1              |
| Estados Unidos (Billboard Mainstream Rock)         | 1              |
| Estados Unidos (Billboard Mainstream Top 40)       | 1              |
| Estados Unidos (Billboard Pop 100)                 | 1              |